# Hopeless Records
Hopeless Records est un label discographique américain de rock et punk rock, basé à Van Nuys, Los Angeles, en Californie. Il est fondé en 1993 par Louis Posen, et financé par un groupe privé d'investisseurs.

## Histoire
Hopeless Records est fondé en 1993 par Louis Posen. Les artistes produits par le label évoluent généralement dans le punk rock, le pop punk, le post-hardcore ou le rock alternatif, mais il y a également quelques exceptions heavy metal. Parmi leurs groupes les plus reconnus : Avenged Sevenfold, Thrice, Yellowcard, Anarbor, All Time Low, There for Tomorrow, Silverstein, We Are the in Crowd, The Wonder Years, The Human Abstract et Enter Shikari.
La branche « charité » du label, Sub City Records, participe à plusieurs actions caritatives, comme le Take Action Tour. Chaque année, le label publie la compilation Take Action! dont les bénéfices sont reversés à des œuvres caritatives. Celle-ci est généralement dans les bacs lors du Take Action Tour. En 2010, Avenged Sevenfold atteint la 1re place des charts musicaux avec leur album Nightmare. En 2013, le label signe le groupe Bayside.
En 2025, Hopeless Records a racheté le catalogue de Fat Wreck Chords. Les anciens propriétaires, Fat Mike et Erin Burkett, conservent certains aspects du label, notamment la marque Fat Wreck, dont Hopeless Records détient la licence pour les sorties physiques et numériques.

## Groupes et artistes

### Actuels
En 2023 :
- Aaron West and the Roaring Twenties
- AJJ[7]
- Anthony Raneri
- Bayside
- Destroy Boys
- Fame on Fire
- Hey Violet
- Heroes of Modern Earth
- Illuminati Hotties[8]
- LØLØ
- Neck Deep
- NOAHFINNCE[9]
- PVRIS[10]
- Scene Queen
- Stand Atlantic[11]
- The Wonder Years

### Anciens artistes
- 88 Fingers Louie (séparé)
- All Time Low (sous Interscope Records)
- Against All Authority
- Air Dubai
- Amber Pacific (sous Victory Records)
- Anarbor
- Andy Shauf
- Atom and his Package (séparé)
- Avenged Sevenfold (actif chez Warner Records)
- Brazil (séparé)
- Break the Silence
- Coldrain
- Common Rider (séparé)
- Damion Suomi and the Minor Prophets
- The Dangerous Summer
- Divided by Friday
- Driver Friendly
- Digger (séparé)
- Dillinger Four (sous Fat Wreck Chords)
- Enter Shikari
- Ever We Fall (séparé)
- For the Foxes
- Guttermouth
- Heckle (séparé)
- Kaddisfly (sous Sub City Records)
- The KickDrums
- King Ramen (séparé)
- Falling Sickness (séparé)
- Fifteen
- Funeral Oration (séparé)
- The Human Abstract (sous E1 Music)
- Jeff Ott
- The Nobodys
- Nural (séparé)
- The Queers (sous Asian Man Records)
- Royden (séparé)
- Samiam
- Silverstein
- Story Untold
- Sum 41
- Schlong (séparé)
- Selby Tigers (séparé)
- Taking Back Sunday
- There for Tomorrow
- The Story So Far
- The Used
- We Are the in Crowd
- White Kaps
- Yellowcard
- Waterparks

## Compilations
- Hopelessly Devoted to You Vol. 1
- Hopelessly Devoted to You Too Vol. 2
- Hopelessly Devoted to You Vol. 3
- Hopelessly Devoted to You Vol. 4
- Hopelessly Devoted to You Vol. 5
- Hopelessly Devoted to You Vol. 6
- Hopelessly Devoted to You Vol. 7
- Take Action! Vol. 1
- Take Action! Vol. 2
- Take Action! Vol. 3
- Take Action! Vol. 4
- Take Action! Vol. 5
- Take Action! Vol. 6
- Take Action! Vol. 7
- Take Action! Vol. 8
- Take Action! Vol. 9
- Take Action! Vol. 10
- Another Hopeless Summer
- Love Is Hopeless
- I'm So Hopeless You're So Hopeless